# Variaș

Lage der Gemeinde Variaș im Kreis Timiș

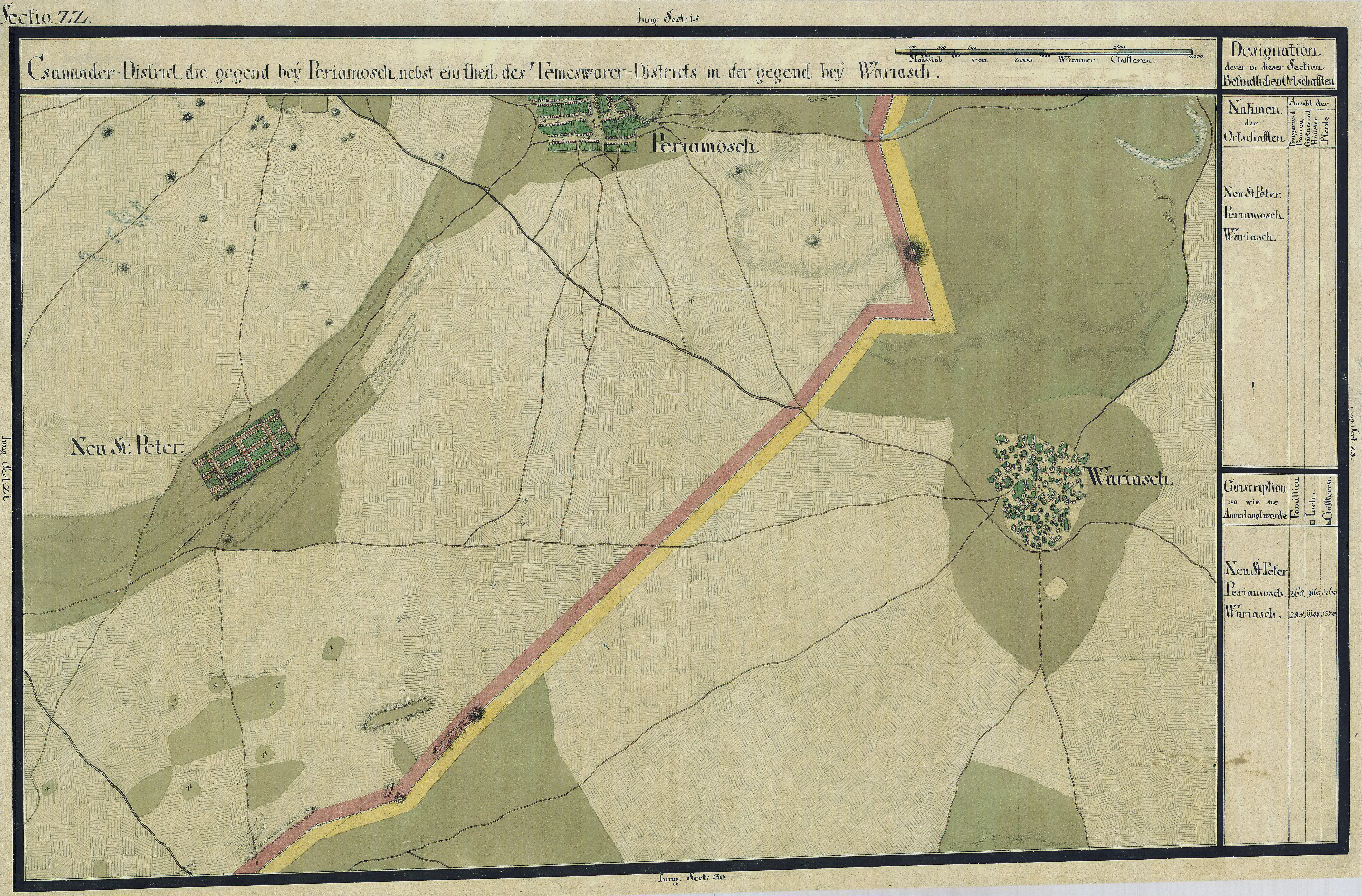
Variaș auf der Josephinischen Landaufnahme (1769–1772)

Variaș (amtlich zwischen 1919 und 1925 Dănciulești; deutsch Warjasch, ungarisch Varjas) ist eine Gemeinde im Kreis Timiș, in der Region Banat, im Südwesten Rumäniens. Die Kreishauptstadt Timișoara (Temeswar) ist etwa 40 Kilometer südöstlich entfernt.

## Nachbarorte
| Periam | Secusigiu                                   | Felnac    |
| Pesac  | Kompassrose, die auf Nachbargemeinden zeigt | Gelu      |
| Lovrin | Șandra                                      | Satchinez |

## Geschichte
1333 tauchte erstmals der Name Varjas auf. Ab 1786 wurde Warjasch von Banater Schwaben besiedelt. Sie fanden das Banat in sumpfähnlichem Zustand vor. Der Spruch „Den ersten den Tod, den zweiten die Not und den dritten das Brot“ schildert die damaligen Strapazen der ersten Auswanderer. Die Häuser wurden aus Lehm gestampft. Darum fand man abseits von Banater Dörfern oftmals riesige Gruben, die durch den Abtransport des Lehms entstanden sind.
Warjasch wurde hauptsächlich von drei Nationalitäten bewohnt. Jede Nationalität hatte „ihre“ Straße. Man sprach von der „Walachschgass“ (Rumänen) und der „serbischen Gasse“. Zum Unterscheiden der alteingesessenen Bewohner nannte die österreichische Verwaltung die ursprünglichen Bewohner des Banats „Nationalisten“. Die Trennung der Straßen nach Sprache und Religion brachte es mit sich, dass man von einem serbischen und von einem deutschen Dorf sprach, obwohl die Verwaltung immer einheitlich war.
Das Marktrecht erhielt Warjasch 1874.
Am 4. Juni 1920 wurde das Banat infolge des Vertrags von Trianon dreigeteilt. Der größte, östliche Teil, zu dem auch Warjasch gehörte, fiel an Rumänien.
Infolge des Waffen-SS Abkommens vom 12. Mai 1943 zwischen der Antonescu-Regierung und Hitler-Deutschland wurden alle deutschstämmigen wehrpflichtigen Männer in die deutsche Armee eingezogen. Noch vor Kriegsende, im Januar 1945, fand die Deportation aller volksdeutschen Frauen zwischen 18 und 30 Jahren und Männer im Alter von 16 bis 45 Jahren zur Aufbauarbeit in die Sowjetunion statt.
Das Bodenreformgesetz vom 23. März 1945, das die Enteignung der deutschen Bauern in Rumänien vorsah, entzog der ländlichen Bevölkerung die Lebensgrundlage. Das Nationalisierungsgesetz vom 11. Juni 1948 sah die Verstaatlichung aller Industrie- und Handelsbetriebe, Banken und Versicherungen vor, wodurch alle Wirtschaftsbetriebe unabhängig von der ethnischen Zugehörigkeit enteignet wurden.
Da die Bevölkerung entlang der rumänisch-jugoslawischen Grenze von der rumänischen Staatsführung nach dem Zerwürfnis Stalins mit Tito und dessen Ausschluss aus dem Kominform-Bündnis als Sicherheitsrisiko eingestuft wurde, erfolgte am 18. Juni 1951 die Deportation „von politisch unzuverlässlichen Elementen“ in die Bărăgan-Steppe unabhängig von der ethnischen Zugehörigkeit. Die rumänische Führung bezweckte zugleich den einsetzenden Widerstand gegen die bevorstehende Kollektivierung der Landwirtschaft zu brechen. Als die Bărăganverschleppten 1956 heimkehrten, erhielten sie die 1945 enteigneten Häuser und Höfe zurückerstattet. Der Feldbesitz wurde jedoch kollektiviert.

## Gebäude und Einrichtungen
Das Pfarrhaus wurde 1817 und die katholische Kirche 1821 erbaut. 1823 errichtete man die deutsche Volksschule.

## Demografie
| Ethnie   | 1910 | Prozente |
| -------- | ---- | -------- |
| Rumänen  | 109  | 1,57 %   |
| Ungarn   | 167  | 2,40 %   |
| Deutsche | 3538 | 50,77 %  |
| Serben   | 3097 | 44,45 %  |
| Andere   | 57   | 0,81 %   |
| Gesamt   | 6968 | 100 %    |

| Ethnie   | 1977 | Prozente |
| -------- | ---- | -------- |
| Rumänen  | 2572 | 38,62 %  |
| Ungarn   | 374  | 5,61 %   |
| Deutsche | 1742 | 26,16 %  |
| Serben   | 1548 | 23,25 %  |
| Andere   | 424  | 6,36 %   |
| Gesamt   | 6660 | 100 %    |

| Ethnie   | 2002 | Prozente |
| -------- | ---- | -------- |
| Rumänen  | 4393 | 71,82 %  |
| Ungarn   | 553  | 9,05 %   |
| Deutsche | 51   | 0,83 %   |
| Serben   | 775  | 12,66 %  |
| Andere   | 345  | 5,64 %   |
| Gesamt   | 6117 | 100 %    |

| Ethnie   | 2011 | Prozente |
| -------- | ---- | -------- |
| Rumänen  | 3906 | 68,74 %  |
| Ungarn   | 475  | 8,36 %   |
| Deutsche | 38   | 0,67 %   |
| Serben   | 546  | 9,61 %   |
| Andere   | 717  | 12,62 %  |
| Gesamt   | 5682 | 100 %    |

| Ethnie   | 2021 |
| -------- | ---- |
| Rumänen  | 3586 |
| Ungarn   | 312  |
| Deutsche | 36   |
| Serben   | 341  |
| Andere   | 1018 |
| Gesamt   | 5293 |

Bei der Aufnahme von 2011 wurden in der Gemeinde Variaș auch Roma (219), Ukrainer (177), Mazedonier (9), Bulgaren (7) und Einwohner anderer Ethnie registriert.

## Söhne und Töchter des Ortes
- Karl Huber (1828–1885), Komponist, Geiger, Dirigent und Musikpädagoge
- Werner Lind (1950–2014), Karate-Lehrer und Fachautor